# Моравец, Кэтлин
Кэтлин Моравец (англ. Cathleen Synge Morawetz; 5 мая 1923, Торонто, Канада — 8 августа 2017, Гринвич-Виллидж, Нью-Йорк) — канадско-американский математик. Эмерит-профессор Курантовского института математических наук Нью-Йоркского университета и его директор в 1984—1988 годах, член НАН США и Американского философского общества. Удостоена Национальной научной медали США (1998) и стала её первой женщиной-лауреатом — математиком. Нётеровский чтец (1983).

## Биография
Родилась в ирландской семье математика Джона Л. Синга.
Окончила Торонтский университет (бакалавр математики, 1943), училась у Сесилии Кригер.
Степень магистра получила в Массачусетском технологическом институте в 1946 году.
Натурализовавшийся гражданин США с 1950 года.
Степень доктора философии получила в Нью-Йоркском университете в 1951 году.
Затем на протяжении года работала в Массачусетском технологическом институте, а в 1952 году возвратилась в Нью-Йоркский университет — где с 1957 года ассистент-профессор, с 1960 года ассоциированный профессор, с 1965 года полный профессор.
С 1978 года помощник, с 1981 года заместитель директора Курантовского института математических наук Нью-Йоркского университета и одновременно в 1981—1984 годах заведовала там кафедрой математики, а с 1978 года также являлась директором National Cash Register Corporation.
С 1984 по 1988 год директор Курантовского института, впоследствии его эмерит-профессор.
В 1995—1996 гг. президент Американского математического общества.
Замужем с 1945 года, четверо детей, внуки.
Член НАН США (1990) и Американского философского общества (1996), Американской академии искусств и наук, Американской ассоциации содействия развитию науки.

## Семья
Муж — инженер-химик Герберт Моравец (1915—2017), брат композитора Оскара Моравеца.

## Награды и отличия
- Стипендия Гуггенхайма (1966, 1978)
- Lester R. Ford Award[англ.] Математической ассоциации Америки (1980)
- Гиббсовская лекция Американского математического общества (1981)
- Outstanding Woman Scientist, Association for Women in Science (1993)
- Krieger–Nelson Prize[англ.] Канадского математического общества (1997)
- ICM Emmy Noether Lecturer[англ.] (1998)
- Национальная научная медаль США (1998)
- Премия Стила за выдающиеся достижения на протяжении всей карьеры Американского математического общества (2004)
- George David Birkhoff Prize[англ.] (2006)

Удостоена почётных степеней от Университета Восточного Мичигана (1980), Принстонского университета (1990) и др.